# Kopcsák Erzsébet
Kopcsák Erzsébet (1955. december 8. –) válogatott labdarúgó, csatár.

## Pályafutása

### Klubcsapatban
A László Kórház csapatában játszott és három bajnoki címet és egy bronzérmet szerzett a csapattal.

### A válogatottban
1985-ben egy alkalommal szerepelt a válogatottban.

## Sikerei, díjai
- Magyar bajnokság
  - bajnok: 1984–85, 1985–86, 1986–87
  - 3.: 1987–88

## Statisztika

### Mérkőzése a válogatottban
| Magyarország | Magyarország    | Magyarország | Magyarország | Magyarország | Magyarország | Magyarország | Magyarország | Magyarország |
| #            | Dátum           | Helyszín     | Hazai        | Eredmény     | Vendég       | Kiírás       | Gólok        | Esemény      |
| ------------ | --------------- | ------------ | ------------ | ------------ | ------------ | ------------ | ------------ | ------------ |
| 1.           | 1985. május 25. | Gyöngyös     | Magyarország | 2 – 3        | Olaszország  | Eb-selejtező | -            |              |
|              | Összesen        |              |              | 1            | mérkőzés     |              | 0            | gól          |